# René Ahrlé
René Ahrlé (* 28. Oktober 1893 in Frankfurt am Main; † 31. März 1976 in Frankfurt am Main) war ein deutscher Grafiker, Maler und Fotograf.

## Leben
Ahrlé besuchte die Zeichenakademie Hanau und nahm als Kriegsfreiwilliger im Leibgarde-Infanterie-Regiment (1. Großherzoglich Hessisches) Nr. 115, einem Teil der Großherzoglich Hessischen (25.) Division in Darmstadt, am Ersten Weltkrieg teil. Nach dem Krieg arbeitete er unter anderem als Grafiker und gestaltete Plakate. Das Plakat zum ersten deutschen Nachkriegsfilm „Die Mörder sind unter uns“ (1946) stammt unter anderem von ihm.
„René Ahrlé war der erste Graphiker in Deutschland, der die Photographie graphisch auswertete.“ Ahrlé, „der es inzwischen sogar so weit gebracht hat, daß man eine seiner frühen Arbeiten als typisches Beispiel erster brauchbarer Photomontagen lexikographisch verwertete“, begann 1925 damit, die Fotografie in den Kreis seiner darstellerischen Mittel mit einzubeziehen. Die zeitgenössische Literatur hebt als Besonderheit hervor, dass durch die Verbindung von eigenen Aufnahmen mit der grafischen Gestaltung eine ungewöhnliche Einheitlichkeit im Entstehungsprozess gegeben ist. „Die besondere Überzeugungskraft seiner Arbeiten beruht nicht zuletzt darauf, daß ihre an sich heterogenen Aufbauelemente der Photographie und der Graphik nicht etwa nur lose formal gebunden, sondern durchaus organisch verschmolzen sind.“ Die neuartige Wirkung seiner Reklamearbeiten und der grundsätzliche Unterschied zu früherem Einsatz von Fotos in der Werbung liegt darin, dass sich Ahrlé der „Kamera als Instrument“ bedient: „Sie ist für ihn ein Werkzeug, so gut wie Bleistift und Pinsel.“ Er führte die Fotomontage nicht durch Ausschneiden und Zusammenkleben aus Positiven durch, sondern hatte „ein Verfahren ausgearbeitet, das es ihm ermöglicht, einzelne Partien von verschiedenen Platten auf ein Blatt zusammenzukopieren.“ Sehr bekannt wurden beispielsweise Ahrlés Werbegrafiken für die Marke Shell und ein Plakat „Kämpft gegen den Alkohol“, bei dem er, wie oft, sich selbst Modell gestanden hat. Markenzeichen seiner Werbegrafiken und Fotoabzüge gleichermaßen ist der mit Minuskeln und Majuskeln spielende Schriftzug „aHRLé PHOT“.
Sein Sohn war der Maler, Zeichner und Autor Ferry Ahrlé (1924–2018). Das Archiv von René Ahrlé ist nicht mehr existent; ein kleiner Restbestand gelangte in die Photographische Sammlung des Folkwang-Museums in Essen.

## Werke
- Der Mann am Steuer. Photographie. 1929[7]
- Odeon-Reklame. Photographie. 1929[8]
- Anzeigenserie für die Berliner Zigarettenfabrik Manoli ab 1931. 5 Motive wurden als Werbekarten veröffentlicht. www.manoli-berlin.de
- 12+38 Pf-Sondermarke der Reichspost (1945) zu Parteiformationen SA und SS (Soldat der SA)

## Ausstellungen (Auswahl)

### Gruppenausstellungen
- 19. Juli bis 21. September 2008: Frankierte Fantastereien, Museum Folkwang, Essen[9]